# Jay Clayton
Judith Theresa Colantone (28 de octubre de 1941 - 31 de diciembre de 2023), conocida como Jay Clayton, fue una vocalista y educadora de jazz de vanguardia estadounidense.

## Temprana edad y educación
Nació en Youngstown, Ohio, en 1941 y desde muy joven, aprendió diferentes estándares de jazz y, finalmente, aprendió a tocar el acordeón. A medida que creció, aprendió a tocar el piano y recibió lecciones durante varios años. Después de graduarse de la escuela secundaria, Clayton pasó el verano siguiente en el Instituto de Música de St. Louis, una escuela de música anteriormente acreditada en Missouri. Clayton, la primera de su familia en inscribirse en la universidad, asistió a la Universidad de Miami en Oxford, Ohio. Debido a que la música clásica era el único género de formación vocal ofrecido por la Universidad de Miami en ese momento, Clayton estudió música clásica, aunque a menudo escuchaba discos de jazz y asistía a actuaciones de jazz en su tiempo libre. Clayton se graduó en educación musical en 1963 y luego se mudó a la ciudad de Nueva York.

## Carrera
Después de mudarse a Nueva York, se mantenía con el trabajo de oficina durante el día, pero de noche exploraba la floreciente escena del jazz de vanguardia de la ciudad. Fomentó una conexión de tutoría con Steve Lacy. Lacy no sólo ayudó a Clayton a encontrar el equilibrio entre la influencia de la tradición y la música libre en su propia técnica vocal, sino que también le presentó al bajista Lewis Worrell, al trompetista Marc Levin y al baterista, así como a su futuro esposo, Frank Clayton.
Se convirtió en parte del público del free jazz y del jazz de vanguardia, lo cual era inusual para un vocalista. Gracias a su condición de músico de vanguardia consolidado, consiguió muchas conexiones. En 1967, Clayton y su esposo, Frank Clayton, comenzaron a presentar una serie de conciertos de jazz tipo loft en su casa que incluía a artistas como Joanne Brackeen, Cecil McBee, Jane Getz y Sam Rivers, por nombrar algunos. A medida que Clayton ganó cada vez más reconocimiento, comenzó a actuar con otros famosos músicos minimalistas y de jazz de vanguardia. Los músicos con los que ha trabajado incluyen: Muhal Richard Abrams, Gary Bartz, Jane Ira Bloom, George Cables, Steve Lacy, Julian Priester, Perry Robinson, Mark Whitecage, Steve Reich, John Cage, Kirk Nurock, Paul McCandless, Bennie Wallace, Dave Holland, Stanley Cowell y Rufus Reid.
Como artista independiente ya acostumbrada a crear sus propios eventos, Clayton actuó como directora artística del primer Festival Women in Jazz, producido por Cobi Narita en 1979. Se desempeñó como consultora de Women in Jazz de ABC Cable, compilando imágenes para la serie. El año 1980 vio el lanzamiento de All Out, su primer álbum como líder, con Jane Ira Bloom, Harvie Swartz, Larry Karush y Frank Clayton.
La carrera docente de Clayton despegó en 1982, cuando dejó la ciudad de Nueva York para crear el programa de jazz vocal en el Cornish College of the Arts. Estuvo en la facultad de jazz del Cornish College for the Arts durante 20 años. Jay ha impartido numerosas clases magistrales y talleres en lugares como el City College de Nueva York, la Universidad de Música y Artes Escénicas de Viena y el Bud Shank Jazz Workshop, Banff Center (que enseñó conjuntamente con su colega vocalista Sheila Jordan), The New School, el Vermont Jazz Workshop y la Universidad de Princeton.

## Muerte
Murió de cáncer de pulmón de células pequeñas en su casa de New Paltz, Nueva York, el 31 de diciembre de 2023, a la edad de 82 años.

## Discografía
- All-Out (Anima, 1981)
- Sound Songs con Jerry Granelli (JMT, 1986)
- String Trio of New York & Jay Clayton (West Wind, 1988)
- As Tears Go By con John Lindberg (ITM, 1988)
- Live at Jazz Alley (ITM, 1991)
- The Jazz Alley Tapes con Don Lanphere (Hep, 1992)
- Tito's Acid Trip con Jim Knapp (ITM, 1992)
- Beautiful Love con Fred Hersch (Sunnyside, 1995)
- Mirror con Claudio Fasoli, Stefano Battaglia (RAM, 1996)
- Circle Dancing (Sunnyside, 1997)
- Brooklyn 2000 (Sunnyside, 2001)
- The Peace of Wild Things (Sunnyside, 2008)
- In and Out of Love (Sunnyside, 2010)
- Harry Who?: A Tribute to Harry Warren (Sunnyside, 2013)
- Unraveling Emily con Kirk Nurock (Sunnyside, 2017)
- “Alone Together” con Jerry Granelli (Jay Clayton, 2020)
- 3 For The Road con Fritz Pauer and Ed Neumeister (MeisteroMusic, 2020)

### Como invitado
Con John Cage
- John Cage (Tomato, 1978)
- Three Constructions (Tomato, 1989)
- Four Walls (Tomato, 2003)

Con Vocal Summit
- Sorrow Is Not Forever—Love Is (Moers Music, 1983)
- Conference of the Birds (ITM, 1992)

Con Muhal Richard Abrams
- Spihumonesty (Santo Negro, 1979)

Con Charlie Haden
- Helium Tears (Newedition, 2005)

Con Claudio Fasoli
- Trois Trios (Splasc(H), 1999)